# Sindi (trib)

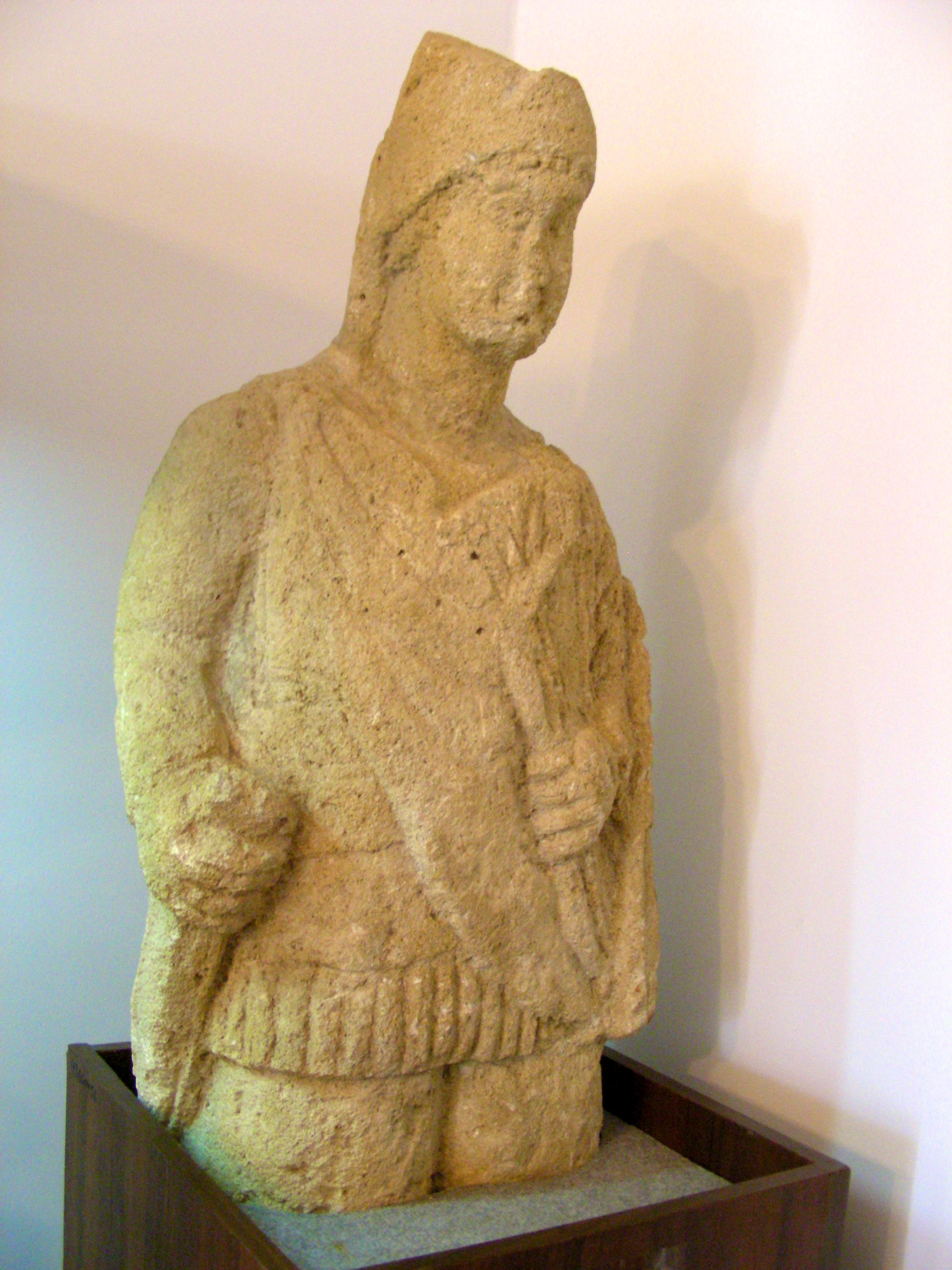
Sindi warrior statue. Limestone, I A.D. Kerch Arcaeology Museum.

Sindii reprezentau un trib tracic. 